# Osmay Acosta
Osmay Acosta Duarte (* 3. April 1985) ist ein kubanischer Boxer. Er gewann bei den Panamerikanischen Spielen 2007 in Rio de Janeiro, die Panamerikanischen Meisterschaften 2007, eine Bronzemedaille bei den Olympischen Spielen 2008 und die Silbermedaille bei den Weltmeisterschaften 2009.

## Werdegang
Osmay Acosta wurde im Jungenalter für das Boxen entdeckt und gehört jetzt dem kubanischen Leistungszentrum der Amateurboxer in Havanna an. Als 20-Jähriger startet er 2005 erstmals bei der kubanischen Meisterschaft der Senioren im Halbschwergewicht, schied aber bereits in der 1. Runde mit einer Punktniederlage gegen den erfahrenen Yunier Dorticos aus. 2006 wurde er bei den Centralamerikanischen und Karibischen Meisterschaften eingesetzt und wurde dort mit einem Punktsieg im Endkampf über Julio Payares aus Venezuela (13:9) Turniersieger im Schwergewicht.
Bei der kubanischen Meisterschaft im Januar 2007 gelang ihm auch auf nationaler Ebene der Durchbruch, denn er wurde mit einem Punktsieg über Ismaikel Pérez kubanischer Meister im Schwergewicht. Auch auf internationaler Ebene stellten sich weitere Erfolge ein. So siegte er 2007 beim Qualifikationsturnier für die Panamerikanischen Spiele in Barquisimeto/Venezuela. Dort schlug er im Finale Adam Willett aus den Vereinigten Staaten sicher nach Punkten. Auch beim Independence Cup 2007 in Santiago de los Caballeros in der Dom. Rep. hieß der Sieger Osmay Acosta. Hier besiegte er im Finale Jorge Quiñones aus Ecuador nach Punkten (13:0). Bei den Panamerikanischen Spielen in Rio de Janeiro siegte er über Deivis Julio aus Kolumbien nach Punkten (10:2), über Rafael Lima aus Brasilien durch Abbruch in der 2. Runde und über José Payares wieder nach Punkten (11:2) und wurde damit Sieger im Schwergewicht. An der Weltmeisterschaft 2007 in Chicago konnte er nicht teilnehmen, weil Kuba keine Mannschaft nach Chicago entsandte.
Zum Ende des Jahres 2007 wurde ihm noch eine große Ehrung zuteil. Er wurde zum besten kubanischen Boxer des Jahres 2007 gewählt. Wenn man von der Stärke und der großen Breite der kubanischen Boxer weiß, so ist das für ein großartiger persönlicher Erfolg.
Auch das Jahr 2008 begann für Osmay Acosta sehr erfolgreich. Er wurde mit einem Punktsieg im Endkampf über Yuniesqui González (16:14) wieder kubanischer Meister im Schwergewicht. Dann schaffte er in Port of Spain/Trinidad die Qualifikation für die Olympischen Spiele 2008 in Peking. Er siegte dabei über Anderson Emanuel (10:6) aus Barbados, Sylvera-Jaques Louis aus Kanada (9:1) und Deontay Wilder aus den Vereinigten Staaten (12:1) nach Punkten. Bei den schwach besetzten Panamerikanischen Meisterschaften dieses Jahres in Cuenca/Ecuador reichten ihm Punktsiege über Deivis Julio aus Kolumbien (15:4) und Julio Castillo aus Ecuador (8:3) zum Titelgewinn im Schwergewicht.
Im Mai 2008 nahm Osmay Acosta in Kiew am 8. Gebrüder Klitschko-Turnier teil. Er besiegte dort in seinem ersten Kampf den amtierenden Weltmeister Clemente Russo aus Italien in einem von beiden Seiten vorsichtig geführten Duell knapp nach Punkten (4:2). Er siegte danach auch über Sergei Piwowarenko aus der Ukraine nach Punkten (14:12) und unterlag im Finale etwas überraschend dem Ukrainer Oleksandr Ussyk nach Punkten (4:10).
Trotz dieser Niederlage galt Osmay Acosta als große kubanische Hoffnung bei den Olympischen Spielen in Peking. In Peking wurde er diesen Hoffnungen nicht ganz gerecht. Er gewann zwar über Olanrewaju Durodola aus Nigeria (11:0) und Helias Pavlidis, Griechenland (7:4) nach Punkten, unterlag aber im Halbfinale gegen Rachim Ruslanowitsch Tschakchijew aus Russland nach Punkten (5:10) und musste sich deshalb mit der Bronzemedaille zufriedengeben.
Im Dezember 2008 gewann er dann beim Welt-Cup in Moskau das Turnier im Schwergewicht. Er besiegte dabei Ewgeni Romanow (15:4) und Roman Musalimow (21:3), beide aus Russland klar nach Punkten und kam im Finale zu einem kampflosen Sieg über Oleksandr Ussyk. Im Januar 2009 gewann Acosta zum dritten Mal in Folge die kubanischen Meisterschaften im Schwergewicht.
Bei den Weltmeisterschaften im September 2009 in Mailand erreicht Acosta die Silbermedaille nach einer Finalniederlage gegen Jegor Mechonzew, Russland. Zuvor hatte er sich in Punktsiegen gegen Con Sheehan, Terwel Pulew, Mohamed Arjaoui und John M'Bemba durchgesetzt.
2010 wurde Acosta letztmals kubanischer Meister und verlor danach bei einem internationalen Turnier in Debrecen gegen Jegor Mechonzew, Russland (7:2), und in Jambol gegen Sergey Kalchugin, Russland (4:2). Im Laufe des Jahres verlor er auf nationaler Ebene zwei Mal gegen Leinier Perot und einmal gegen Erislandy Savón. Nach dieser Häufung von Niederlagen zog sich Acosta aus dem aktiven Sport zurück.

## Internationale Erfolge
(Hs = Halbschwergewicht, S = Schwergewicht, bis 81 kg bzw. bis 91 kg Körpergewicht)
- 2006, 1. Platz, Centralamerik. u. karibische Meisterschaft, S, vor Julio Payares, Venezuela;

- 2007, 1. Platz, Qualif.-Turnier für die Pan American Games in Barquisimeto/Venezuela, S, vor Adam Willett, USA;

- 2007, 1. Platz, Independence-Cup in Santiago de los Caballeros/Dom. Rep., S, vor Jorge Quiñones, Ecuador;

- 2007, 1. Platz, Pan American Games in Rio de Janeiro, S, vor José Payares, Venezuela, Rafael Lima, Brasilien u. Jorge Quinones;

- 2008, 1. Platz, Olympia-Qualif-Turnier in Port of Spain/Trinidad, S, vor Deontay Wilder, USA;

- 2008, 1. Platz, Pan Amerika. Meisterschaft in Cuenca/Ecuador, S, vor Julio Castillo, Ecuador;

- 2008, 2. Platz, 8. Gebr. Klitschko-Turnier in Kiew, S, hinter Oleksandr Ussyk, Ukraine;

- 2008, Bronzemedaille, OS in Peking, S, mit Punktsiegen über Olanrewaju Durodola, Nigeria (11:0) und Helias Pavlidis, Griechenland )7:4) und einer Punktniederlage gegen Rachim Ruslanowitsch Tschakchijew, Russland (5:10);

- 2008, 1. Platz, Welt-Cup in Moskau, S, mit Punktsiegen über Jewgeni Romanow (15:4) u. Roman Musalimow (21:3), bde. Russland u. einem kampflosen Sieg über Alexander Usik, Ukraine;

- 2009,  2. Platz, Weltmeisterschaften in Mailand, S, hinter Jegor Mechonzew, Russland

## Kubanische Meisterschaften
(Finalergebnisse)
- 2007, S, Punktsieger über Ismaikel Pérez,
- 2008, S, Punktsieger über Yuniesqui González
- 2009, S, Punktsieger über Pedro Julio Rodríguez
- 2010, S, Punktsieger über Jose Larduet